# Comune di Brønderslev
Il comune di Brønderslev è un comune della Danimarca nella regione dello Jutland Settentrionale.
Il comune è stato costituito in seguito alla riforma amministrativa del 2007 dall'unione del preesistente comune di Brønderslev con il comune di Dronninglund. Inizialmente il nome del nuovo comune era Brønderslev-Dronninglund, il nuovo nome venne assunto il 18 gennaio del 2007.

## Centri abitati
I centri abitati principali del comune sono:
- Brønderslev (12 842)
- Dronninglund (3 572)
- Hjallerup (4 378)
- Asaa (1 109)

## Amministrazione

### Gemellaggi
Il comune è gemellato con le seguenti località:
- Nässjö
- Eidsberg